# Henri Bellocq
Pour les articles homonymes, voir Bellocq.
Gaston Henri Bellocq, né le 16 décembre 1884 à Bordeaux, et mort le 5 septembre 1959 au sein de l'hôpital Saint-Antoine dans le 12e arrondissement de Paris, est un footballeur français évoluant au poste d'inter droit. 

## Biographie
Il a été sélectionné six fois (1 but) en équipe de France de 1909 à 1911 alors qu'il est sociétaire de l'Étoile des Deux Lacs. Il marque son seul but en équipe de France face à l'Italie le 15 mai 1910 sur le terrain en terre battue de Milan.
Avec l'Étoile des Deux Lacs, il remporte le Trophée de France 1907 et est finaliste du Trophée de France 1911. Il n'est pas aligné lors de la finale du Trophée de France 1912. Il est également champion de France FGSPF en 1905, 1906, 1907, 1911, 1912 et 1913.

## Sources
- Guide « Football 54 » de L'Équipe, p.104
- M. Oreggia et JM et P. Cazal, L'intégrale de l'équipe de France de football (1904-1998), Paris, First édition, 1998, p. 25-28 et p. 403